# أوروش تريبكوفيتش
أوروش تريبكوفيتش (بالصربية: Урош Трипковић) مواليد 11 سبتمبر 1986 في تشاتشاك، جمهورية صربيا الاشتراكية، هو لاعب كرة سلة صربي سابق. بدأ مسيرته الاحترافية في سنة 2002. يبلغ طوله 6 قدم 5 بوصة (2.0 م). حقق المركز الثاني في بطولة أمم أوروبا لكرة السلة 2009. اعتزل اللعب في 2014.

## المسيرة الاحترافية
لعب مع نادي بارتيزان لكرة السلة من سنة 2002 إلى 2009، ثم لعب مع جوفينتوت بادالونا في الدوري الإسباني في موسم 2009–2010، ثم لعب مع بالونكيستو مالقا من سنة 2010 إلى 2012، ثم لعب مع نادي بلد الوليد لكرة السلة في الدوري الإسباني في سنة 2012، ثم لعب مع فنربخشة لكرة السلة في الدوري التركي في موسم 2012–2013، ثم لعب مع جويرينو فانولي باسكت في الدوري الإيطالي في موسم 2013–2014.

## الميداليات
| الميدالية | المسابقة                         |
| --------- | -------------------------------- |
| فضية      | بطولة أمم أوروبا لكرة السلة 2009 |

## روابط خارجية
- أوروش تريبكوفيتش على موقع الاتحاد الدولي لكرة السلة (الإنجليزية)
- أوروش تريبكوفيتش على موقع الدوري الأوروبي لكرة السلة (الإنجليزية)
- أوروش تريبكوفيتش على موقع الدوري الإسباني لكرة السلة (الإسبانية)
- أوروش تريبكوفيتش على موقع كرة السلة الأوروبية.كوم (الإنجليزية)
- أوروش تريبكوفيتش على موقع DraftExpress.com (الإنجليزية)
- أوروش تريبكوفيتش على موقع ريلجم (الإنجليزية)
- أوروش تريبكوفيتش على موقع بروبوليرز (الإنجليزية)
- أوروش تريبكوفيتش على موقع سبورتس رفرنس (الإنجليزية)